# Ilyushin Il-30

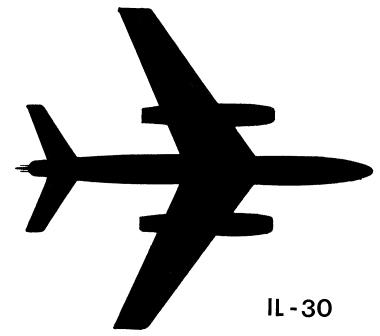
Imagem ilustrativa

O Ilyushin Il-30 foi um bombardeiro tático soviético com motor turbojato projetado como uma versão de alto desempenho e com asas em flecha do Ilyushin Il-28, no final da década de 1940. Sua fina asa e a nacele do motor fez com que o trem de pouso fosse instalado em tandem, sendo a primeira aeronave soviética construída desta forma. Foi aparentemente cancelado antes do protótipo realizar seu primeiro voo, mas fontes discordam sobre isso.

## Projeto
O Il-30 era um desenvolvimento do Il-28, apesar do projeto ter sido iniciado em 21 de Junho de 1948, antes do Il-28 ter voado. Foi projetado para cumprir um requerimento de um bombardeiro a jato que pudesse carregar 2.000 kg a um alcance de 3.500 km com uma velocidade não menor que 1.000 km/h. O projeto foi iniciado com o Il-28 como ponto de partida, mas com uma asa média mais fina e enflechada, com um ângulo de 35º a fim de permitir a aeronave chegar na velocidade requerida. A aeronave seria motorizada por dois turbojatos de fluxo axial Lyulka TR-3 produzindo 45,1 kN (10.140 lbf) de empuxo cada, montado em naceles sob a asa.
A fina asa e o diedro negativo de 2º eram necessários para resolver a estabilidade lateral excessiva, limitavam a quantidade de combustível que poderia ser carregado em tanques de ponta de asa para atingir o requisito. As naceles dos motores não permitiam que o trem de pouso fosse retraído como no Il-28. A solução foi colocá-los dentro da fuselagem - o primeiro avião com trem de pouso desta forma - com pequenos trens com duas rodas cada montados sob as naceles para estabilizar a aeronave em solo. A aeronave requeria quatro tripulantes, sendo o piloto, um bombardeiro e dois atiradores. O piloto, o bombardeiro e o atirador dorsal compartilhavam um compartimento pressurizado que era subdividido em cabine de pilotagem e a posição do bombardeiro no nariz. O atirador dorsal era colocado de costas com o piloto, sob o canopy e o atirador de cauda tinha seu próprio compartimento pressurizado na parte traseira da aeronave. O armamento defensivo eram seis canhões de 23 mm Nudelman-Rikhter NR-23, dois fixos para frente e um par em cada torre, uma imediatamente atrás da cabine de pilotagem, a Il-V-12 e a torre de cauda Il-K6. A carga máxima de bombas era de 4.000 kg.
Os resultados iniciais eram favoráveis e um "mockup" foi formalmente montado em Março de 1949. O protótipo foi finalizado em Agosto de 1949, mas um incidente envolvendo o rival Tupolev Tu-82 que teve uma quebra na estrutura do motor durante um voo em baixa altitude levou a atrasos e testes adicionais foram requeridos para determinar a força da asa antes de realizar o primeiro voo. No ano seguinte, o programa do Il-30 estava cada vez mais fraco pois a OKB Ilyushin recebeu ordens de concentrar seus recursos na introdução em serviço do Il-28. O projeto foi encerrado formalmente pelo governo em 20 de Agosto de 1950 e o protótipo foi eventualmente destruído no início da década de 1960. O historiador de aviação Bill Gunston cita um possível voo inaugural datado de 9 de Setembro de 1949, mas Vaclav Nemecek diz ter sido realizado em 1951.
Apesar do Il-30 nunca ter voado, foi sujeito a muita especulação no ocidente. Algumas das concepções erradas era de que possuía uma arma ventral e que foi o primeiro bombardeiro soviético a atingir a velocidade de 1.000 km/h.